# PRIDE Total Elimination 2003
PRIDE Total Elimination 2003 fue un evento de artes marciales mixtas producido por PRIDE Fighting Championships, celebrado el 10 de agosto de 2003 en el Saitama Super Arena de Saitama.

## Resultados
1. ↑  Cuartos de Final del PRIDE Grand Prix de Peso Medio de 2003.
2. ↑  Cuartos de Final del PRIDE Grand Prix de Peso Medio de 2003.
3. ↑  Cuartos de Final del PRIDE Grand Prix de Peso Medio de 2003.
4. ↑  Cuartos de Final del PRIDE Grand Prix de Peso Medio de 2003.
5. ↑  Pelea no-titular.

## Cuadro de desarrollo
|  | Cuartos de final Total Elimination (10 de agosto) | Cuartos de final Total Elimination (10 de agosto) | Cuartos de final Total Elimination (10 de agosto) |                 |                           | Semifinales Final Conflict (9 de noviembre) | Semifinales Final Conflict (9 de noviembre) | Semifinales Final Conflict (9 de noviembre) |  |  | Final Final Conflict (9 de noviembre) | Final Final Conflict (9 de noviembre) | Final Final Conflict (9 de noviembre) |  |
|  |                                                   |                                                   |                                                   |                 |                           |                                             |                                             |                                             |  |  |                                       |                                       |                                       |  |
|  |                                                   |                                                   |                                                   |                 |                           |                                             |                                             |                                             |  |  |                                       |                                       |                                       |  |
|  | Bandera de Estados Unidos                         | Chuck Liddell                                     | KO                                                |                 |                           |                                             |                                             |                                             |  |  |                                       |                                       |                                       |  |
|  | Bandera de Estados Unidos                         | Chuck Liddell                                     | KO                                                |                 |                           |                                             |                                             |                                             |  |  |                                       |                                       |                                       |  |
|  | Bandera de los Países Bajos                       | Alistair Overeem                                  | 3:09                                              |                 |                           |                                             |                                             |                                             |  |  |                                       |                                       |                                       |  |
|  | Bandera de los Países Bajos                       | Alistair Overeem                                  | 3:09                                              |                 | Bandera de Estados Unidos | Chuck Liddell                               |                                             |                                             |  |  |                                       |                                       |                                       |  |
|  |                                                   |                                                   |                                                   |                 | Bandera de Estados Unidos | Chuck Liddell                               |                                             |                                             |  |  |                                       |                                       |                                       |  |
|  |                                                   |                                                   | Bandera de Estados Unidos                         | Quinton Jackson |                           |                                             |                                             |                                             |  |  |                                       |                                       |                                       |  |
|  | Bandera de Estados Unidos                         | Quinton Jackson                                   | Bandera de Estados Unidos                         | Quinton Jackson | SD                        |                                             |                                             |                                             |  |  |                                       |                                       |                                       |  |
|  | Bandera de Estados Unidos                         | Quinton Jackson                                   |                                                   |                 |                           |                                             |                                             |                                             |  |  |                                       |                                       |                                       |  |
|  | Bandera de Brasil                                 | Murilo Bustamante                                 | 20:00                                             |                 |                           |                                             |                                             |                                             |  |  |                                       |                                       |                                       |  |
|  | Bandera de Brasil                                 | Murilo Bustamante                                 | 20:00                                             |                 |                           |                                             | Bandera de ?                                |                                             |  |  |                                       |                                       |                                       |  |
|  |                                                   |                                                   |                                                   |                 |                           |                                             |                                             |                                             |  |  |                                       |                                       |                                       |  |
|  |                                                   |                                                   | Bandera de ?                                      |                 |                           |                                             |                                             |                                             |  |  |                                       |                                       |                                       |  |
|  | Bandera de Japón                                  | Hidehiko Yoshida                                  | SUB                                               |                 |                           |                                             |                                             |                                             |  |  |                                       |                                       |                                       |  |
|  | Bandera de Japón                                  | Hidehiko Yoshida                                  | SUB                                               |                 |                           |                                             |                                             |                                             |  |  |                                       |                                       |                                       |  |
|  | Bandera de Japón                                  | Kiyoshi Tamura                                    | 5:06                                              |                 |                           |                                             |                                             |                                             |  |  |                                       |                                       |                                       |  |
|  | Bandera de Japón                                  | Kiyoshi Tamura                                    | 5:06                                              |                 | Bandera de Japón          | Hidehiko Yoshida                            |                                             |                                             |  |  |                                       |                                       |                                       |  |
|  |                                                   |                                                   |                                                   |                 | Bandera de Japón          | Hidehiko Yoshida                            |                                             |                                             |  |  |                                       |                                       |                                       |  |
|  |                                                   |                                                   | Bandera de Brasil                                 | Wanderlei Silva |                           |                                             |                                             |                                             |  |  |                                       |                                       |                                       |  |
|  | Bandera de Brasil                                 | Wanderlei Silva                                   | Bandera de Brasil                                 | Wanderlei Silva | KO                        |                                             |                                             |                                             |  |  |                                       |                                       |                                       |  |
|  | Bandera de Brasil                                 | Wanderlei Silva                                   |                                                   |                 |                           |                                             |                                             |                                             |  |  |                                       |                                       |                                       |  |
|  | Bandera de Japón                                  | Kazuyuki Fujita                                   | 5:01                                              |                 |                           |                                             |                                             |                                             |  |  |                                       |                                       |                                       |  |
|  | Bandera de Japón                                  | Kazuyuki Fujita                                   | 5:01                                              |                 |                           |                                             |                                             |                                             |  |  |                                       |                                       |                                       |  |
|  |                                                   |                                                   |                                                   |                 |                           |                                             |                                             |                                             |  |  |                                       |                                       |                                       |  |